# Affaire des enfants volés du franquisme

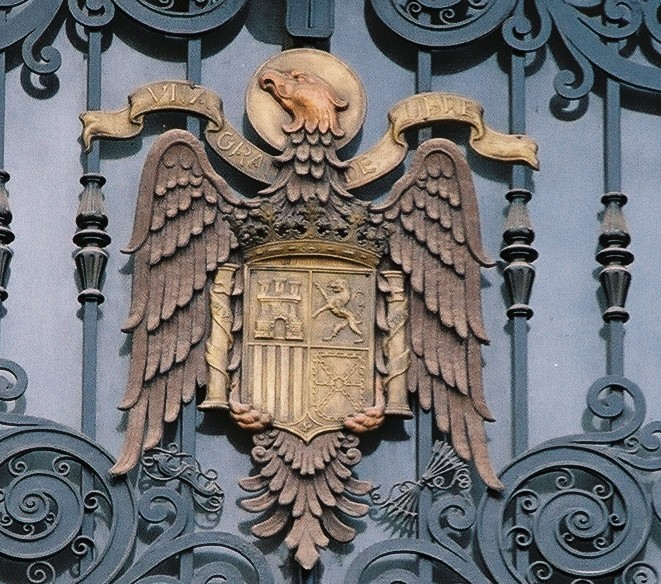
Aigle Franquiste

L’affaire des enfants volés du franquisme est une affaire d’État espagnole.
Le sujet — initialement exhumé par un film, diffusé par la télévision espagnole puis, plus intensivement essaimé, à partir des années 2010, — reste cependant tabou en Espagne. Les victimes espèrent des suites judiciaires, via le dépôt de plusieurs plaintes,.

## Historique
Dans les années 1940 et 1950, voire jusqu’aux années 1980, plus de 30 000 enfants sont retirés à leurs mères,, pour des raisons idéologiques,, basées sur les thèses controversées d’un psychiatre, lui-même proche de Franco : le docteur Antonio Vallejo Nágera.
Les estimations relatives au nombre réel de ces enlèvements seraient nettement sous-évaluées et pourraient même atteindre 300 000 victimes,,.
Plus tard, dans des familles républicaines, les enfants sont déclarés comme étant mort-nés, puis placés dans des familles franquistes,,. Cette pratique, quasi systématique, s’opère avec la complicité du personnel hospitalier, sous l’égide conjointe de diverses autorités religieuses,.
Un premier procès s'est ouvert le 26 juin 2018 dans « l'affaire des bébés volés » contre le Dr Eduardo Vela, ancien gynécologue, accusé d'avoir volé un bébé en 1969 pour le confier à une famille adoptive après avoir déclaré à la mère biologique, que sa fille, Inés Madrigal, était décédée,.

### Idéologie
Un film relate et explore les expérimentations du docteur Vallejo : Les Enfants perdus du franquisme,. Ce reportage décrit une situation expérimentale, dans laquelle les enfants des républicains ne peuvent rester avec leur mère génitrice au-delà de trois ans. Ces enfants sont ensuite pris en charge par une institution catholique, qui leur inculque une idéologie en tout point opposée à celle de leurs parents. Très souvent, d’ailleurs, ces derniers perdent leur trace. Sans aucun fondement scientifique, le rapport déclare :

« […] Les relations intimes existant entre le marxisme et l’infériorité mentale sont évidentes et concluent, sur la base de ce postulat, que la mise à l’écart des sujets, dès l’enfance, pourrait affranchir la société de cette idéologie… »

— Dr Antonio Vallejo Nágera, médecin psychiatre

### Vénalité
Après la mort de Francisco Franco, le dessein, initialement idéologique et notamment basé sur les thèses susmentionnées, laisse subséquemment la place à une finalité essentiellement lucrative,,.

## Anadir
L’« association nationale des victimes d’adoptions illégales » — Anadir — s’est créée pour défendre les intérêts des victimes.

## Filmographie
- (fr + es + en) [vidéo] Les enfants volés – ¿Donde estàs? - documentaire de Sandrine Mercier et Juan Gordillo Hidalgo - Marmitafilms et Veo Productions 2012, durée : 54 min[9].
- (es) Els nens perduts del franquisme – Les enfants perdus du franquisme. Réalisation : Ricard Belis i Garcia. Musique : Victor Cortina. Production : Muntsa Tarres, 2004. Durée : 30 min.
- (fr) [vidéo] Reportage sur les enfants volés du franquisme : l’un des derniers grands tabous d’Espagne, 19h30 le journal, tsr.ch, 10 janvier 2010.
- (fr) [vidéo] Histoire vivante — Les enfants volés du franquisme, tsr.ch (via le cache de google), diffusé le 7 août 2011. Durée : 57:18. N. B. Le délai de diffusion, en streaming vidéo, est échu depuis le 14 août 2011.

## Dans la littérature
- Angor, thriller de Franck Thilliez, Fleuve noir, 2014
- Mala vida, roman de Marc Fernandez
- Le Labyrinthe des esprits, quatrième tome de la tétralogie du Cimetière des livres oubliés de Carlos Ruiz Zafón, Actes Sud, 2018
- Toutes les dernières fois, de Carole Duplessy-Rousée
- Hôtel Castellana, de Ruta Sepetys, Gallimard jeunesse, 2020.
- Les poupées de Nijar, de Gilles Vincent, édition au diable Vauvert, 2020
- Laure Sirieix et Lauri Fernandez, Ruptures : Les bébés volés du franquisme, Bang Editions, avril 2022, 144 p. (ISBN 8418101660)
- Caroline Chaverot, Racine cachée, Des auteurs des livres, 2023.